# Salamaua
Salamaua era una piccola città situata lungo la costa nord-orientale della provincia di Morobe in Papua Nuova Guinea. L'insediamento venne costruito su un piccolo istmo tra le montagne dell'entroterra e un promontorio lungo la costa. La città più vicina è Lae che può essere raggiunta solamente con un'imbarcazione.

## Storia
Negli anni venti del ventesimo secolo, l'insediamento venne utilizzato dai cercatori d'oro come campo base per l'esplorazione nell'entroterra.
La città venne occupata dai giapponesi nel 1942 durante la seconda guerra mondiale e in seguito venne ripresa dalle truppe australiane e americane guidate dal generale Douglas MacArthur l'11 settembre 1943, durante la campagna della Nuova Guinea. Durante la guerra la città venne distrutta. Oggigiorno il sito dove sorgeva l'insediamento è occupato principalmente da case per le vacanze.